# جک گلدستون
جک ای. گلدستون (۳۰ سپتامبر ۱۹۵۳) جامعه‌شناس، دانشمند علوم سیاسی و مورخ اهل ایالات متحده آمریکا است که در مطالعات جنبش‌های اجتماعی، انقلاب‌ها، جمعیت‌شناسی سیاسی و «خیزش غرب» در تاریخ جهان تخصص دارد. او نویسندگی یا ویراستاری ۱۳ کتاب و بیش از ۱۵۰ مقالهٔ تحقیقاتی را بر عهده داشته‌است. او به‌عنوان یکی از مراجع برجسته در مطالعهٔ انقلاب‌ها و تغییرات اجتماعی بلندمدت شناخته می‌شود. فعالیت‌های او تأثیراتی اساسی بر زمینه‌های کلیودینامیک، تاریخ اقتصادی و جمعیت‌شناسی سیاسی داشته‌است. او نخستین محققی بود که رابطهٔ چرخه‌ای بلندمدت بین چرخه‌های جمعیت جهانی و چرخه‌های شورش سیاسی و انقلاب را به تفصیل توصیف و مستندسازی کرد. او همچنین یکی از اعضای اصلی «مکتب کالیفرنیا» در تاریخ جهان بوده‌است که نمای استاندارد غرب پویا و شرق راکد را با مدل «واگرایی دیرهنگام» جایگزین کرد که در آن تمدن‌های شرقی و غربی تا سدهٔ هجدهم و همزمان با پیشرفت‌های اروپا در زمینه‌های فنی و صنعتی‌شدن، چرخه‌های سیاسی و اقتصادی مشابهی را پشت سر گذاشتند. او همچنین یکی از بنیان‌گذاران حوزهٔ نوظهور جمعیت‌شناسی سیاسی است که به مطالعهٔ تأثیر روندهای جمعیت محلی، منطقه‌ای و جهانی بر امنیت بین‌المللی و سیاست ملی می‌پردازد.
گلدستون در ویرجینیا ای. و جان تی. هیزل جونیور، استاد سیاست عمومی و محقق برجسته در مدرسهٔ سیاست و دولت شار در دانشگاه جرج میسون در آرلینگتون، ویرجینیا است. او در سال ۲۰۱۶ استاد سیاست عمومی خانواده المان در دانشگاه علوم و فناوری هنگ کنگ و مدیر مؤسسهٔ سیاست عمومی HKUST بوده‌است. او در سال‌های ۲۰۱۳ تا ۲۰۱۶ مدیر مؤسس آزمایشگاه تحقیقات جمعیت‌شناسی سیاسی و پویایی کلان اجتماعی در آکادمی ریاست‌جمهوری اقتصاد ملی و مدیریت دولتی روسیه در مسکو بود. او همچنین به عنوان مشاور دولت ایالات متحده بوده‌است و برای مثال، به‌عنوان رئیس پروژهٔ شورای ملی تحقیقات برای ارزیابی کمک به دموکراسی یوسید خدمت کرده‌است. او عضو ارشد غیر ساکن در مؤسسه بروکینگز بوده‌است و در حال حاضر همکار جهانی مرکز وودرو ویلسون است.

## جایزه‌ها
جوایز آکادمیک گلدستون شامل جایزهٔ انتشارات برجسته از انجمن جامعه‌شناسی آمریکا برای مقالهٔ «انقلاب و شورش در دنیای اولیه مدرن» و جایزهٔ مایرون وینر برای یک عمر دستاورد علمی از انجمن مطالعات بین‌المللی است. او همچنین برندهٔ جایزهٔ آرنالدو مومیلیانو از انجمن تاریخی، و هفت جایزه برای «بهترین مقاله» در زمینه‌های جامعه‌شناسی تطبیقی/تاریخی، جامعه‌شناسی سیاسی، نظریهٔ اجتماعی، و رفتار جمعی و جنبش‌های اجتماعی شده‌است. او موفق به کسب بورسیه‌هایی از شورای جوامع تحصیل‌کرده، مؤسسه صلح ایالات متحده، بنیاد مک‌آرتور، بنیاد جان سیمون گوگنهایم، بنیاد اندرو کارنگی، دانشکدهٔ تحقیقات علوم اجتماعی استرالیا، موسسه تحقیقات پیشرفته کانادا، مرکز تحصیلات عالی در علوم رفتاری شده و عضو منتخب شورای روابط خارجی و انجمن تحقیقات جامعه‌شناسی است. گلدستون مدرس مدعو ریچارد هالبروک در آکادمی آمریکایی در برلین، مدرس کریبورو در دانشگاه لیدن و محقق ملی فی بتا کاپا بوده‌است.

## آثار
- مراحل انتقال جمعیتی جهانی با مراحل واگرایی بزرگ و همگرایی بزرگ، پیش‌بینی فناورانه و تغییر اجتماعی (۲۰۱۵)
- انقلاب‌ها: مقدمه‌ای بسیار کوتاه (۲۰۱۴)
- جمعیت‌شناسی سیاسی: چگونه تغییرات جمعیتی امنیت بین‌المللی و سیاست‌های ملی را تغییر می‌دهند؛ با همکاری اریک پی. کافمن و مونیکا دافی تافت (۲۰۱۲)
- درک انقلاب‌های ۲۰۱۱: ضعف و انعطاف‌پذیری در خودکامگی‌های خاورمیانه (۲۰۱۱)
- «بمب جدید جمعیت»، امور خارجه (۲۰۱۰)
- چرا اروپا؟ ظهور غرب در تاریخ جهان ۱۵۰۰–۱۸۵۰ (۲۰۰۸)
- دولت‌ها، احزاب و جنبش‌های اجتماعی (۲۰۰۳)
- گلدستون، جک ای. (۲۰۱۶) [۱۹۹۱]. انقلاب و شورش در جهان اولیه مدرن: تغییر جمعیتی و فروپاشی دولت در انگلستان، فرانسه، ترکیه، و چین، ۱۶۰۰–۱۸۵۰ (ویراست سالگرد بیست و پنجم). روت‌لج. شابک ۹۷۸۱۳۱۵۴۰۸۶۰۶. دریافت‌شده در ۲۸ اکتبر ۲۰۲۲.
- انقلاب‌های اواخر قرن بیستم (۱۹۹۱)